# Haremde Dört Kadın
Pour plus de détails, voir Fiche technique et Distribution.
Haremde Dört Kadın (Quatre femmes dans un harem) est un film turc réalisé par Halit Refiğ, sorti en 1965. Il est considéré comme un chef-d'œuvre du cinéma turc des années 1960.

## Synopsis
À Aralık en 1899, dans la belle propriété de Sadık Paşa vivent plusieurs femmes. Les trois épouses voient d'un mauvais œil la présence d'une cousine, Ruhşan. L'une d'elle, Mihrengiz, profite de coups portés avec cette dernière pour faire venir le médecin du harem. Elle souhaite que le jeune et beau Cemal l'emmène avec elle. Mais lui souhaite demander la main de la jeune Ruhşan. Et une autre des épouses, Şevkidil, montre une affection particulière pour Mihrengiz. De leur côté, une concubine, Gülfem, tente d'avoir un enfant de Rüştü, le neveu du pacha. Sadık décide de prendre une quatrième épouse.

## Fiche technique
- Titre : Haremde Dört Kadın
- Réalisation : Halit Refiğ
- Scénario : Kemal Tahir et Halit Refiğ
- Photographie :
- Montage :
- Musique :
- Production : Özdemir Birsel
- Société de production :
- Pays :  Turquie
- Genre : Film dramatique
- Durée : 83 minutes
- Dates de sortie : 1965

## Distribution
- Tanju Gürsu : Rüştü (doublage Sadettin Erbil)
- Cüneyt Arkın : Doktor Cemal (doublage Hayri Esen)
- Hüseyin Baradan : Kara Ali (doublage Timuçin Caymaz)
- Nilüfer Aydan : Ruhşan (doublage Jeyan Mahfi Tözüm)
- Pervin Par : Gülfem (doublage Nedret Güvenç)
- Sami Ayanoğlu : Sadık Paşa
- Birsen Menekşeli : Mihrengiz
- Ayfer Feray : Şevkidil
- Devlet Devrim : Dilber
- Önder Somer : Emin (doublage Erdoğan Esenboğa)
- Dursune Şirin : la sœur arabe
- Gülbin Eray : la couturière
- Rukiye Göreç : Sadberk Hanım
- Gani Turanlı : l'interprète
- Özdemir Akın : Bekir
- Zeki Alpan : Lazoğlu
- Talia Saltı : une servante (doublage Sacide Keskin)
- Hüseyin Kutman : l'Anglais
- Vahit Volkan : le Monténégrin